# Monólito de Metternich
O Monólito de Metternich é uma estela que faz parte da Coleção Egípcia do Metropolitan Museum of Art, em Nova York. Data da XXX dinastia egípcia, entre 380 e 342 a.C. durante o reinado de Nectanebo II. É um exemplo clássico de cipo egípcio.
Os reis da XXX dinastia egípcia foram os últimos governantes egípcios nativos; a estela é datada do reinado do último rei desta dinastia, Nectanebo II, foi esculpida em grauvaque por um mestre da escultura em pedra dura e tem 85,3 cm de altura, é o melhor e mais elaborado exemplo de estela mágica egípcia. O motivo principal é Hórus criança em pé sobre dois crocodilos, acima dele, estão representações da jornada noturna do sol pelo mundo subterrâneo. A área de inscrições contém 13 feitiços contra venenos e doenças. Estes foram projetados para serem ditos por um médico que trata um paciente, mas sua eficácia também pode ser absorvida pela água potável que for derramada sobre a estela. A inscrição em torno da base contém parte do mito de Ísis e Osíris, descrevendo como o bebê Hórus foi curado por Thoth nos pântanos do delta. Hórus serve como o protótipo divino para esse tipo de cura. A estela foi feita pelo sacerdote Esatun para ser erguida em uma necrópole de touros sagrados. Em 1828, a estela foi presenteada por Muhammad Ali ao chanceler austríaco, príncipe Metternich.

## Galeria

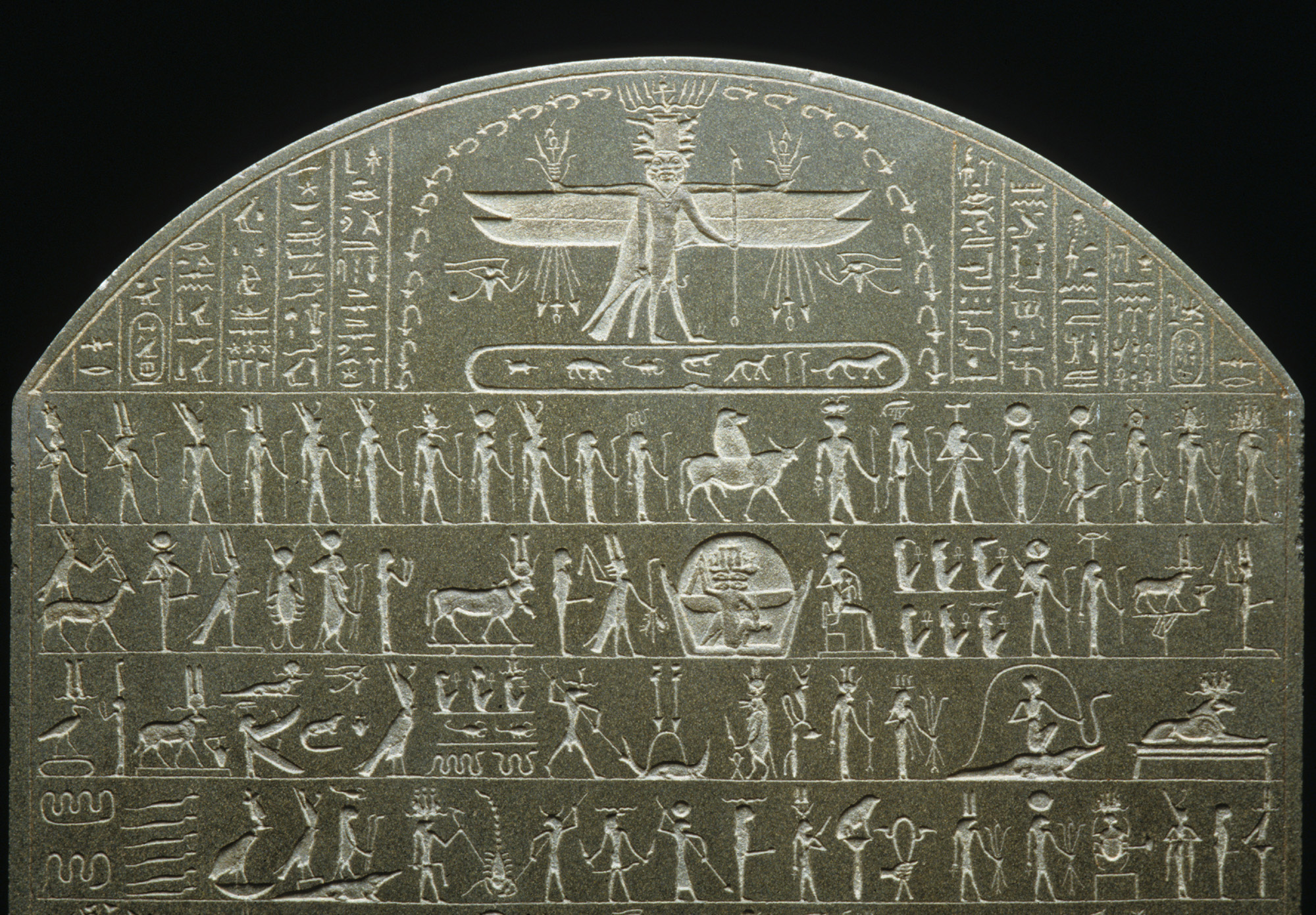
Topo
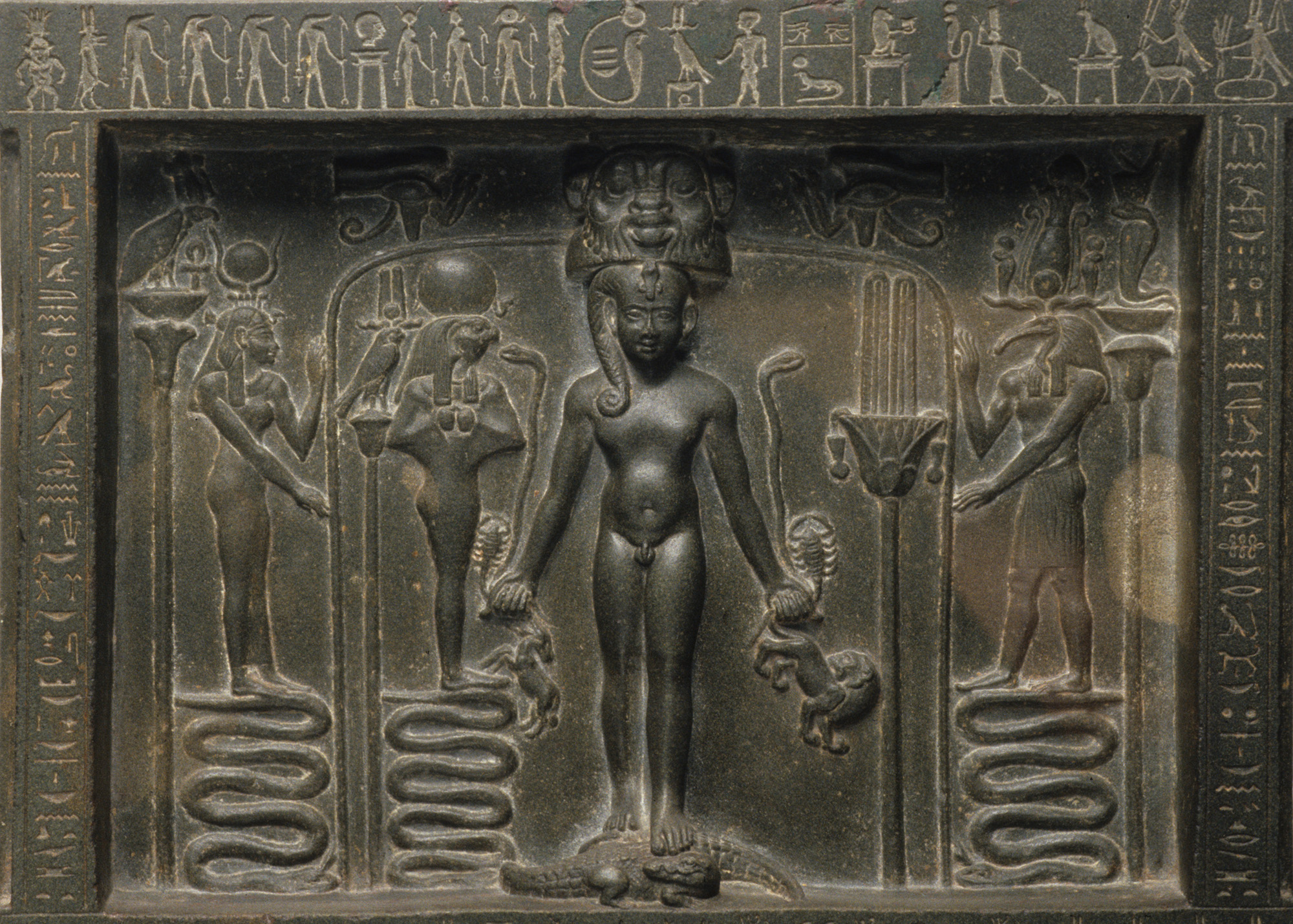
Hórus sobre dois crocodilos
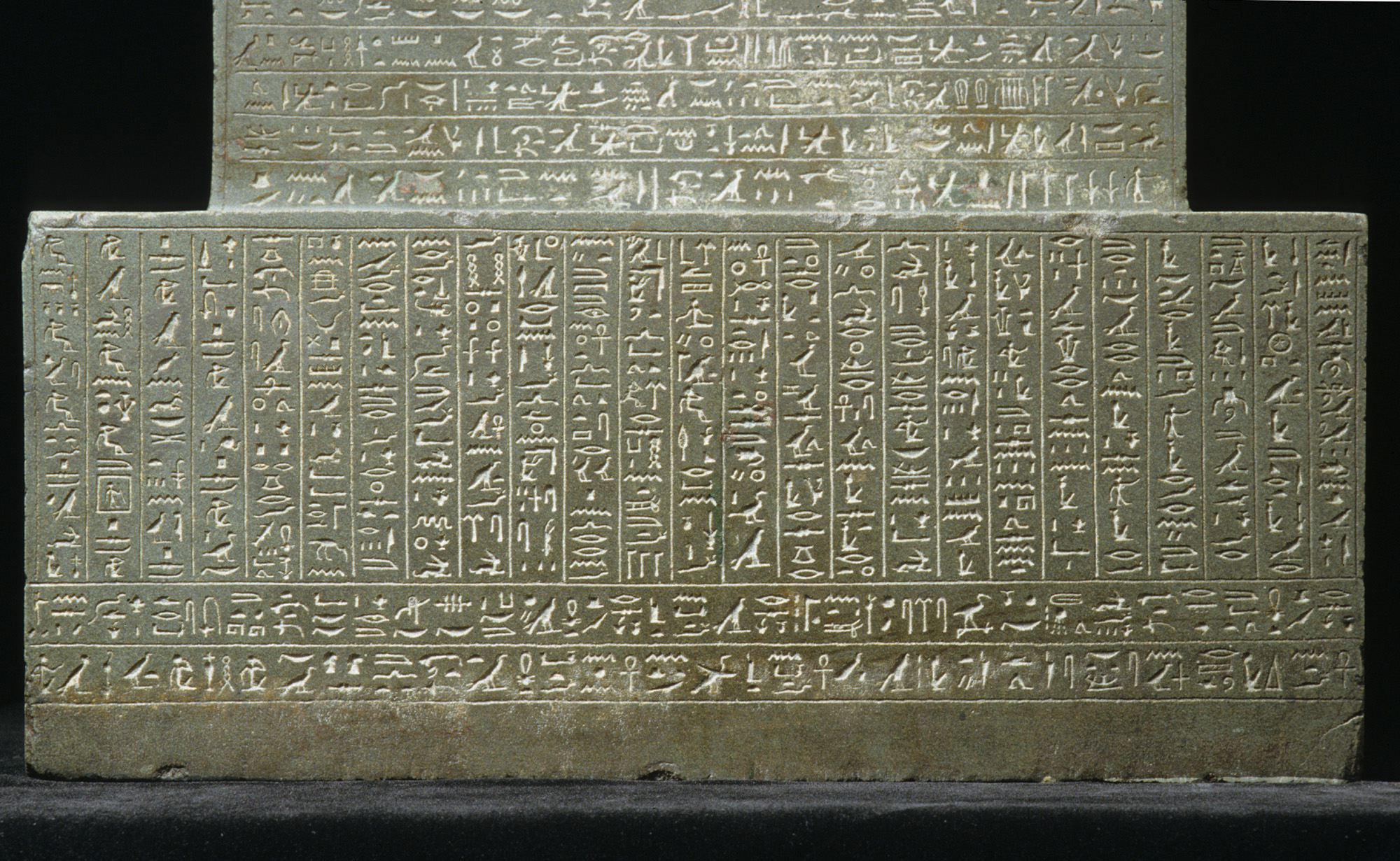
Base da estela
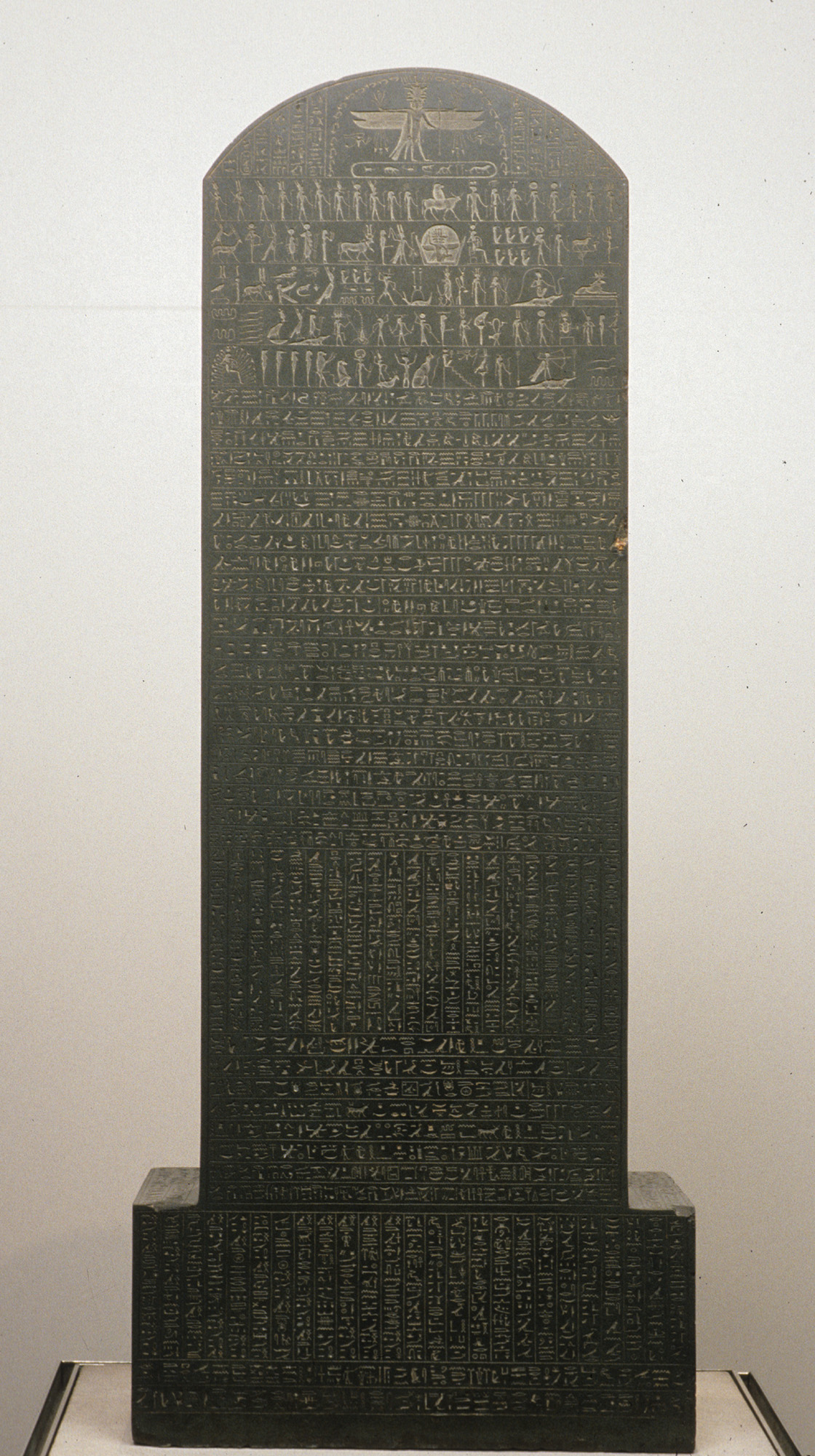
Monólito de Metternich, Coleção Egípcia do Metropolitan Museum of Art, em Nova York.</ref name="Pinch2002">